# جورج اشتاینر
ژُرژ استینر (به انگلیسی: George Steiner) (زادهٔ ۲۳ آوریل ۱۹۲۹ – درگذشته ۳ فوریه ۲۰۲۰) منتقد ادبی، مقاله‌نویس، فیلسوف، رمان‌نویس و استاد دانشگاه فرانسوی-آمریکایی بود. او به طور گسترده در مورد رابطه زبان، ادبیات و جامعه و همچنین تأثیر هولوکاست نوشت.

## آثار ترجمه‌شده به فارسی
- مرگ تراژدی، ترجمهٔ بهزاد قادری سهی
- استاینر، جورج؛ جهانبگلو، رامین (۱۳۷۸). وجدان زندگی: گفت‌وگو با جورج استاینر. ترجمهٔ پروین ذوالقدری. تهران: نشر نی. شابک ۹۶۴-۳۱۲-۴۷۵-۴.